# Línia evolutiva de Snubbull
Aquesta línia evolutiva de Pokémon inclou Snubbull i Granbull.

## Snubbull
Snubbull és una de les espècies que apareixen a la franquícia Pokémon, una sèrie de videojocs, anime, mangues, llibres, cartes col·leccionables i altres mitjans que va ser inventada per Satoshi Tajiri i ha generat milers de milions de dòlars en beneficis per a Nintendo i Game Freak. És de tipus fada i evoluciona a Granbull.

## Granbull
Granbull és una de les espècies que apareixen a la franquícia Pokémon, una sèrie de videojocs, anime, mangues, llibres, cartes col·leccionables i altres mitjans que va ser inventada per Satoshi Tajiri i ha generat milers de milions de dòlars en beneficis per a Nintendo i Game Freak. És de tipus fada i evoluciona de Snubbull.